# Rue Larribe
Pour les articles homonymes, voir Larribe.
La rue Larribe est une voie du 8e arrondissement de Paris.

## Situation et accès
Elle commence rue de Constantinople et se termine rue du Rocher.

## Origine du nom
Cette voie est nommée d'après le nom du propriétaire des terrains sur lesquels elle a été ouverte.

## Historique
Cette voie était à l'origine une section de la très longue rue de Bruxelles, ouverte en 1826 au moment de la création du quartier de l'Europe, qui allait de la place Blanche à la rue du Général-Foy. 
Elle a reçu sa dénomination actuelle par un arrêté du 26 février 1867.

## Bâtiments remarquables et lieux de mémoire
- (no 2, en 1910) : domicile de  Mlle Lynnès, pensionnaire de la Comédie-Française de 1889 à 1911[1].

## Sources
- Félix de Rochegude, Promenades dans toutes les rues de Paris. VIIIe arrondissement, Paris, Hachette, 1910.